# WKAQ-TV
WKAQ-TV est une station de télévision portoricaine située à San Juan appartenant à NBCUniversal et affiliée au réseau Telemundo. Elle a été lancée le 28 mars 1954.

## Télévision numérique terrestre
| Canal virtuel | Image | Ratio | Programmation                                |
| ------------- | ----- | ----- | -------------------------------------------- |
| 2.1           | 1080i | 16:9  | Programmation principale WKAQ / Telemundo HD |
| 2.2           | 720p  | 16:9  | Punto 2                                      |
| 2.3           | 720p  | 16:9  | NBC Porto Rico (Simultané de WNBC New York)  |